# Estelle Cascarino
Estelle Cascarino (Saint-Priest, 5 februari 1997) is een voetbalspeelster uit Frankrijk. Ze speelt als verdediger voor Juventus FC in de Serie A.

## Clubcarrière
Cascarino voegde zich op dertienjarige leeftijd in een jeugdteam van Olympique Lyon. Ze maakte haar debuut voor de hoofdmacht van de club in de Division 1 Féminine in het seizoen 2014/15. Tijdens haar periode bij Olympique Lyon werd Cascarino tweemaal landskampioen. Ze tekende haar eerste profcontract in Lyon. In juni 2016 verliet ze echter vroegtijdig Olympique Lyon wegens een gebrek aan speeltijd. Ze verhuisde naar FCF Juvisy (nu Paris FC) waar ze een tweejarig contract tekende.
Op 9 juli 2021 kondigde stadsgenoot Paris Saint-Germain de komst van Cascarino aan. Ze tekende een driejarig contract in de Franse hoofdstad. Cascarino werd op 21 januari 2023 tot het einde van het seizoen 2023/24 verhuurd aan het Engelse Manchester United. Ze maakte haar debuut voor de club uit Manchester op 29 januari door in de 68e minuut in te vallen in een 2-1 uitoverwinning op Sunderland in de vierde ronde van de FA Cup.
Op 18 augustus 2023 voegde Cascarino zich bij Juventus FC, waar ze een contract tekende tot 30 juni 2025.

## Statistieken
| Seizoen | Club                  | Land      | Competitie   | Wedstrijden | Doelpunten |
| ------- | --------------------- | --------- | ------------ | ----------- | ---------- |
| 2014/15 | Olympique Lyon        | Frankrijk | Division 1   | 1           | 0          |
| 2015/16 | Olympique Lyon        | Frankrijk | Division 1   | 1           | 0          |
| 2016/17 | FCF Juvisy / Paris FC | Frankrijk | Division 1   | 15          | 0          |
| 2017/18 | FCF Juvisy / Paris FC | Frankrijk | Division 1   | 20          | 0          |
| 2018/19 | FCF Juvisy / Paris FC | Frankrijk | Division 1   | 19          | 0          |
| 2019/20 | Girondins de Bordeaux | Frankrijk | Division 1   | 12          | 0          |
| 2020/21 | Girondins de Bordeaux | Frankrijk | Division 1   | 14          | 0          |
| 2021/22 | Paris Saint-Germain   | Frankrijk | Division 1   | 12          | 0          |
| 2022/23 | Paris Saint-Germain   | Frankrijk | Division 1   | 5           | 0          |
| 2022/23 | Manchester United     | Engeland  | Super League | 1           | 0          |
| 2023/24 | Juventus FC           | Italië    | Serie A      | 23          | 0          |
| 2024/25 | Juventus FC           | Italië    | Serie A      | 9           | 0          |
| Totaal  | Totaal                | Totaal    | Totaal       | 131         | 0          |

Laatste update: 24 april 2025

## Interlandcarrière
Cascarino maakte in 2017 haar debuut voor het Franse nationale team in een vriendschappelijke wedstrijd tegen Ghana. In 2023 werd ze opgenomen in de Franse selectie voor op het WK 2023 in Australië en Nieuw-Zeeland. Een jaar later maakte Cascarino opnieuw deel uit van de Franse selectie op de Olympische Zomerspelen 2024.

## Persoonlijk
Cascarino is de tweelingzus van voetbalster Delphine Cascarino. De zussen speelde samen bij Olympique Lyon totdat Estelle in 2016 naar Paris FC vertrok. Cascarino is geen familie van Tony Cascarino, ondanks dat ze hier vaak naar wordt gevraagd. Haar vader is Italiaans en haar moeder komt uit Guadeloupe.